# Tomizm egzystencjalny
Tomizm egzystencjalny – odmiana neotomizmu reprezentowana przez J. Maritaina, Étienne’a Gilsona, a w Polsce m.in. przez Stefana Swieżawskiego, Mieczysława A. Krąpca, Mieczysława Gogacza i Antoniego B. Stępnia podkreślająca odmienność tomizmu i arystotelizmu i koncentrująca badania na istnieniu, będącym aktem konkretnego bytu, dzięki któremu byt jest rzeczywisty.